# Oli Ren
Оли Илмари Рен (fin. Olli Ilmari Rehn; Микели, Финска, 31. марта 1962), фински политичар, тренутно на дужности Европског комесара за економска и монетарна питања, бивши комесар за проширење.

## Рана каријера
Рођен у Микелију у источној Финској. Студирао је економију, међународне односе и новинарство на Мацалестер колеџу, Саинт Паул, Минесота у САД-у. Магистрирао је политичке науке на универзитету у Хелсинкију 1989. године, а докторирао на универзитету у Оксфорду 1996. на тему "Корпоративизам и индустријска конкурентност у малим европским државама".
Рен је у младости, играо фудбал за клуб Микелин Палоилијат (fin. Mikkelin Palloilijat) у свом родном граду у Финској.
Политичку каријеру почео је као градски већник у Хелсинкију 1988. године. Био је потпредседник странке центра "Кескута" од 1988. до 1994, након што је био председник омладине те странке од 1987.
1991. је изабран у Фински парламент. Рен је водио финске делегације у Влади Европе, те је био посебан саветник финског премијера Ескоа Ахоа од 1992. до 1993. године. Фински парламент је напустио 1995, те је одлучио постати члан Европског парламента.
У 2003. је постао саветник премијера за економску политику, на том положају је остао све до именовања у Европску комисију следеће године.
Рен је у браку и има једно дете. Био је најмлађи члан Европске комисије. Осим матерњег финског језика, говори и енглески, француски, шведски, а делимично и немачки.
Кратко је био председник Прве финске фудбалске лиге - од 1996. до 1997.
Иако се раније говорило да је Оли Рен потенцијални председнички кандидат на изборима у Финској 2012, то се није остварило.

## Европска комисија
Рен је радио кратко у Продијевој Европској комисији. На месту европског повереника за предузетништво и информационо друштво 12. јула 2004. наслеђује претходног повереника Финца Еркија Ликанена, након што је овај постао гувернер Финске националне банке.
Рен је председавао приступању Бугарске и Румуније у ЕУ 2007, као и преговорима са Хрватском и Турском о приступању.